# 2017 في الأردن
فيما يلي قوائم الأحداث التي وقعت خلال عام 2017 في الأردن.

## سياسة

### تعيين في المنصب
- 4 يناير – عمر الرزاز وزير التعليم.

## رياضة
- 1 يناير – الأردن في بطولة العالم للألعاب المائية 2017

## وفيات

### يوليو
- 25 يوليو – رولا قواس (مواليد 1960) أكاديمية أردنية.